# Tora Johansen
Tora Johansen (ur. 22 sierpnia 1998) – norweska narciarka dowolna, specjalizująca się w slopestyle'u i big air.

## Kariera
Po raz pierwszy na arenie międzynarodowej pojawiła się 14 grudnia 2014 roku w Skeikampen, gdzie w zawodach FIS Race zajęła czwarte miejsce w big air. W 2015 roku wystartowała na mistrzostwach świata juniorów w Chiesa in Valmalenco, gdzie zajęła siódme miejsce w slopestyle'u. Rok później wystąpiła na igrzyskach olimpijskich młodzieży w Lillehammer, gdzie w tej samej konkurencji była dziesiąta. W zawodach Pucharu Świata zadebiutowała 28 stycznia 2017 roku w Seiser Alm, zajmując 15. miejsce w slopestyle'u. Tym samym już w swoim debiucie zdobyła pierwsze pucharowe punkty. Na podium zawodów tego cyklu po raz pierwszy stanęła 24 marca 2017 roku w Voss, kończąc rywalizację w big air na trzeciej pozycji. W zawodach tych wyprzedziły ją jedynie Emma Dahlström ze Szwecji i Włoszka Silvia Bertagna. W 2017 roku wystartowała na mistrzostwach świata w Sierra Nevada, zajmując 23. miejsce w slopestyle'u. Nie brała udziału w igrzyskach olimpijskich.

## Osiągnięcia

### Mistrzostwa świata
| Miejsce | Dzień    | Rok  | Miejscowość   | Konkurencja | Zwyciężczyni |
| ------- | -------- | ---- | ------------- | ----------- | ------------ |
| 23.     | 19 marca | 2017 | Sierra Nevada | Slopestyle  | Tess Ledeux  |

### Puchar Świata

#### Miejsca w klasyfikacji generalnej
- sezon 2016/2017:

#### Miejsca na podium w zawodach
1. Voss – 24 marca 2017 (big air) – 3. miejsce